# Edosa fraudulens
Edosa fraudulens är en fjärilsart som beskrevs av Eduard Rosenstock 1885. Edosa fraudulens ingår i släktet Edosa och familjen äkta malar. Inga underarter finns listade i Catalogue of Life.

## Bildgalleri

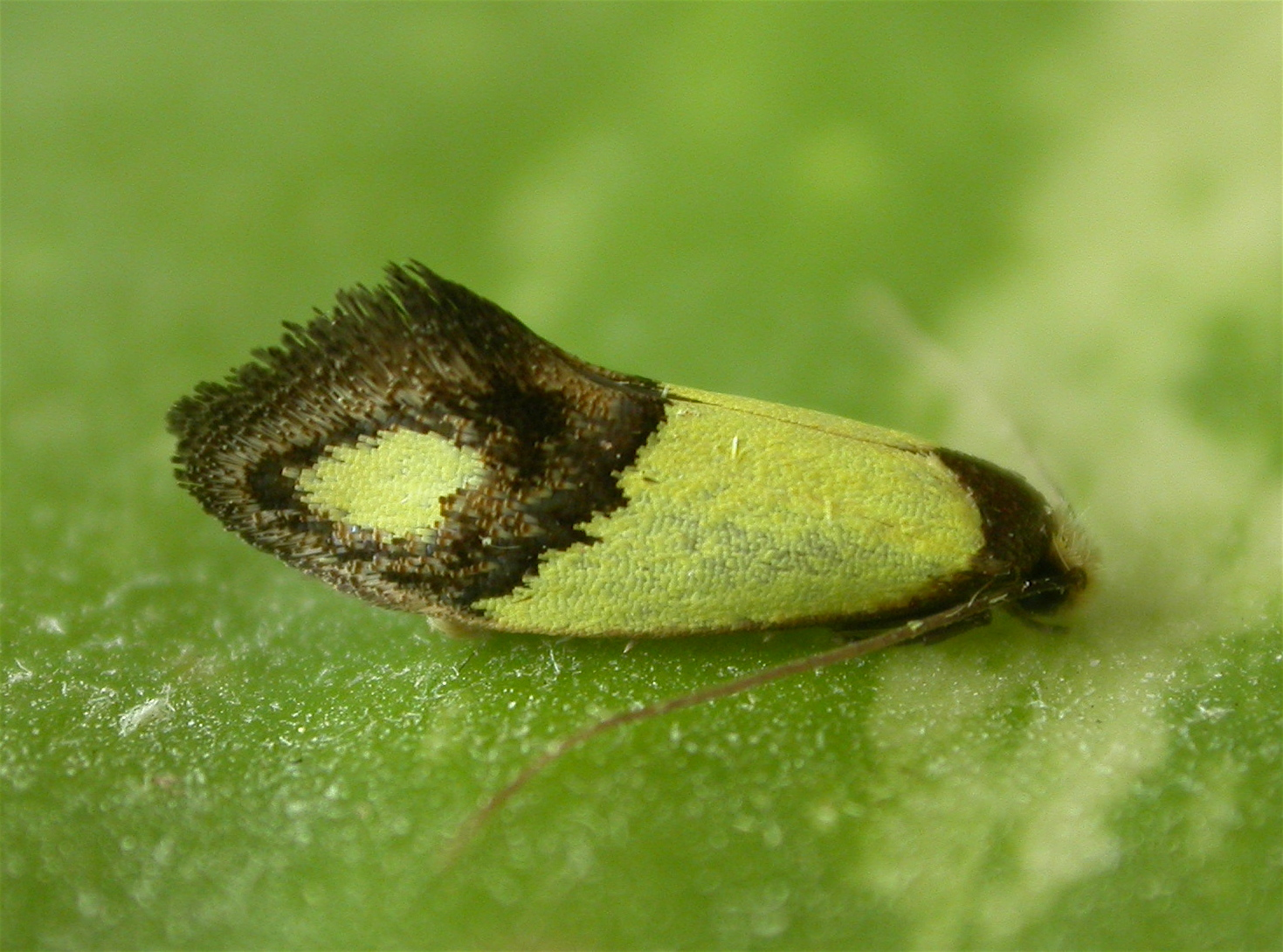